# Nature Neuroscience
Nature Neuroscience — щомісячний науковий журнал, який видає Nature Portfolio. Його фокус — оригінальні дослідницькі статті, що стосуються нейронауки. 
Nature Neuroscience був заснований у травні 1998 року. Головний редактор — Шарі Вайзман.
Згідно з Journal Citation Reports, імпакт-фактор Nature Neuroscience у 2020 році становив 24,884.

## Цілі та сфера застосування
Nature Neuroscience — це міждисциплінарний друкований та онлайн-журнал, який публікує статті з усіх галузей нейронауки. Редактори вітають внески в галузі молекулярної, клітинної, системної та когнітивної нейронауки, а також психофізики, комп’ютерного моделювання та захворювань нервової системи. Жодна сфера не виключається з розгляду, хоча пріоритет віддається дослідженням, які дають фундаментальне розуміння функціонування нервової системи.
Nature Neuroscience забезпечує читачам і авторам високу видимість, наголос на міждисциплінарній комунікації, доступність для широкої читацької аудиторії, високі стандарти редагування та виробництва копій, суворе рецензування, швидку публікацію та незалежність від академічних товариств та інших зацікавлених осіб.
Окрім первинних досліджень, Nature Neuroscience публікує новини та погляди, рецензії, редакційні статті, коментарі, точки зору, рецензії на книги та листування.